# Zoran Čutura
Zoran Čutura (Zagabria, 12 marzo 1962) è un ex cestista croato, fino al 1991 jugoslavo.

## Carriera
Con la Jugoslavia ha disputato i Giochi olimpici di Seul 1988, due edizioni dei Campionati mondiali (1986, 1990) e due dei Campionati europei (1985, 1989).

## Palmarès
- YUBA liga: 3

Cibona Zagabria: 1981-82, 1983-84, 1984-85
- Coppa di Jugoslavia: 5

Cibona Zagabria: 1982, 1983, 1985, 1986, 1988
- Campionato croato: 1

Cibona Zagabria: 1992
- Coppa di Croazia: 1

Spalato: 1994
- Coppa dei Campioni: 2

Cibona Zagabria: 1984-85, 1985-86
- Coppa delle Coppe: 2

Cibona Zagabria: 1981-82, 1986-87